# Rogers Valencia
Rogers Martín Valencia Espinoza (Cusco, 30 de agosto de 1959) es un turismólogo peruano. Fue Ministro de Comercio Exterior y Turismo y Ministro de Cultura del Perú durante el gobierno de Martín Vizcarra.

## Biografía
Es licenciado en turismo por la Universidad Nacional de San Antonio Abad del Cusco.
Fue docente de la Escuela de Postgrado de Turismo de la Universidad Peruana de Ciencias Aplicadas (UPC) e investigador de la Universidad San Martín de Porres.
En el 2016 desempeñaba el cargo de viceministro de Turismo. Fue presidente de la Cámara Regional de Turismo del Cusco (CARTUC) y miembro del Consejo Consultivo de Turismo Cuida. Asimismo, se ha desempeñado como consultor internacional y miembro de la Asociación Civil Transparencia.
Ocupó el cargo de viceministro de Turismo desde septiembre de 2016.
Durante su gestión se constituyó la mesa de competitividad del aerotransporte, logrando hacer que el transporte aéreo se constituya en uno de los factores que incrementen la competitividad de la economía peruana.
En conjunto con el vicecanciller Néstor Popolizio y con el apoyo de la embajada de España, se logró la eliminación de la visa Shengen para los turistas peruanos que visitan Europa.